# Преториус, Эмиль
Эми́ль Прето́риус (нем. Emil Preetorius; 21 июня 1883, Майнц — 27 января 1973, Мюнхен) — немецкий график, сценограф, искусствовед, библиофил, государственный деятель.

## Биография
В 1901—1906 годах изучал юриспруденцию в Дармштадтском университете.
В 1909 году в Мюнхене совместно с книговедом и художником Паулем Реннером основал Школу иллюстрации и книжного дела.
С 1910 года — руководитель Мюнхенского училища книжного дела, с 1926 года — классов иллюстрации и сценографии в Мюнхенской академии художеств, с 1928 года — профессор Мюнхенской высшей школы изобразительных искусств.
В 1948—1953 годах — министр культуры Баварии.
Президент Баварской академии изящных искусств (1953—1968), председатель Общества библиофилов Германии (1960—1965), член Международной ассоциации библиографов в Париже (с 1965).
Создал иллюстрации к романам «Петер Шлемиль» А. фон Шамиссо (1907), «Мой дядя Бенжамен» К. Тилье (1909), «Хромой бес» А. Лесажа (1910), «Тартарен из Тараскона» А. Доде (1913). Известен также как создатель оформления оригинального малоформатного издания рассказа Эдгара По «Чёрт на колокольне».
Создал также иллюстрации к произведениям русских авторов: И. Тургенева, Ф. Достоевского, Н. Гоголя, Осипа Дымова и др. Цикл графических работ к роману «Преступление и наказание» является уникальным книжным ансамблем в стиле «модерн».
Автор оригинальных экслибрисов (например, Т. Манна).
С 1920 годов также сценограф (оперы Р. Вагнера, В. А. Моцарта и др.).
Удостоен «Гран-при» на Международной выставке печатного дела и графики BUGRA (Лейпциг, 1914).
Графические работы Преториуса повлияли на творчество Г. Нарбута.